# Карпове
Карпо́ве (колишня назва Карпівка, Мала Карпівка, Свино-Озерка) — село в Україні, у Роздільнянській міській громаді Роздільнянського району Одеської області. Населення становить 4 особи. Відноситься до Калантаївського старостинського округу. Відстань до районного центру та центру громади шосейним шляхом — 36 км.

## Історія
У 1856 році в поселені Свино-Озерка (Мала Карпівка) спадкоємців Карпових було 15 дворів.
У 1870 році у селі Свиноозерка було місцезнаходження судді Карпова другої мирової дільниці Одеського повіту.
В 1887 році в селищі Карпівка (Свиноозерка) Більчанської волості Одеського повіту Херсонської губернії мешкало 57 чоловіків та 53 жінки.
У 1896 році в селищі Карпівка (Свино-Озерка) Більчанської волості Одеського повіту Херсонської губернії, балка Свина, було 20 дворів, у яких мешкало 119 людей (65 чоловіків і 54 жінки); був паровий млин.
На 1916 рік в селі Свиноозерка (Карпівка) Куртівської волості Одеського повіту Херсонської губернії, мешкало 48 осіб (27 чоловіків і 21 жінка).
Станом на 1 вересня 1946 року хутір Свиноозерка входив до складу Бринівської сільської ради.
На 1 травня 1967 року село входило до складу Кіровської сільської ради.
У результаті адміністративно-територіальної реформи село ввійшло до складу Роздільнянської міської територіальної громади та після місцевих виборів у жовтні 2020 року було підпорядковане Роздільнянській міській раді. До того село входило до складу ліквідованої Калантаївської сільради.

## Населення
Згідно з переписом УРСР 1989 року чисельність наявного населення села становила 26 осіб, з яких 11 чоловіків та 15 жінок.
За переписом населення України 2001 року в селі мешкало 8 осіб. 100 % населення вказало своєю рідною мовою українську мову.